# Otello (Walleniusrederierna)
Otello är ett fartyg byggd för Walleniusrederierna. Det är 199 meter lång, 32,3 meter bred och har 11 meters djupgående. Otello är systerfartyg med Aida.